# L'appuntamento di Charlot
L'appuntamento di Charlot (Twenty Minutes of Love) è un cortometraggio del 1914 diretto da Joseph Maddern e da Charlie Chaplin.

## Trama
A Westlake Park, Charlot si diverte a disturbare una coppia che si scambia tenere effusioni su una panchina. Su un'altra panchina, una ragazza chiede al suo fidanzato un regalo come prova del suo amore. L'uomo allora si reca poco lontano e ruba l'orologio a un uomo addormentato. Mentre lo sta portando alla ragazza, però, gli viene fugacemente sottratto da Charlot. Il ladro se ne accorge solo dopo essere arrivato dalla fidanzata, e mentre gira per il parco cercando l'orologio, Charlot arriva dalla ragazza e glielo regala. Ma, al ritorno del ladro, Charlot viene scoperto e fugge portandosi via l'orologio e cercando poi di venderlo a un uomo che però ne è il legittimo proprietario. Charlot allora si riprende l'orologio e fugge nuovamente, imbattendosi nella coppia. Ne nasce una rissa a cui prendono parte anche l'uomo derubato e due poliziotti, in seguito alla quale tutti finiscono nel lago tranne Charlot e la ragazza, che si allontanano insieme.

## Produzione
Il cortometraggio, prodotto dalla Keystone Pictures Studio, rappresenta l'esordio di Chaplin come regista e sceneggiatore. Alcune fonti accreditano la regia a Maddern, ma Chaplin fu sicuramente la forza creativa.
Il film fu girato in un pomeriggio, completato il 28 marzo 1914 e distribuito negli Stati Uniti dalla Mutual Film il 20 aprile.

## Distribuzione
In italiano è noto anche coi titoli Charlot pazzo per amore e Charlot e il cronometro, mentre in inglese come Cops and Watches, He Loves Her So e The Love Fiend.

### Data di uscita
- 20 aprile 1914 negli Stati Uniti
- 1915 in Svezia (Charlie får vårfeber)
- 7 agosto 1916 in Italia
- 13 ottobre in Danimarca (Chaplin som Urtyv)
- 22 novembre 1923 in Spagna (Charlot de conquista)